# Piacenza Football Club 1993-1994
Questa voce raccoglie le informazioni riguardanti il Piacenza Football Club nelle competizioni ufficiali della stagione 1993-1994.

## Stagione
Nella stagione 1993-1994 il Piacenza di Gigi Cagni disputa il primo campionato della sua storia nella massima serie del calcio nazionale, un'esperienza straordinaria, conclusa però con un amaro finale. La retrocessione si materializza in due giorni, da venerdì 29 aprile in anticipo per gli impegni di Coppa del Parma, i biancorossi al Tardini fanno (0-0), al 1º maggio a Milano, dove la Reggiana sbanca San Siro (0-1) contro il Milan imbottito di riserve e si salva, quel Milan che due settimane dopo surclasserà il Barcellona nella finale di Coppa Campioni. Per un punto il Piacenza deve salutare così la Serie A. Raccoglie in tutto 30 punti, lasciandosi alle spalle Udinese, Atalanta e Lecce che retrocedono con il Piacenza. Una stagione che resta memorabile, con il (5-4) al Foggia al termine di una partita da infarto, alla Galleana cadono anche Roma, Sampdoria e Inter, la notte magica del 15 dicembre con la rete di Piovani al 91' che materializza l'eliminazione del Milan dalla Coppa Italia, dopo l'(1-1) di San Siro. In Coppa Italia il Piacenza entra in scena nel secondo turno eliminando il Perugia, come detto nel terzo turno elimina il Milan, nei quarti di finale lascia il passo al Torino.

## Divisa e sponsor
Il fornitore ufficiale di materiale tecnico per la stagione 1993-94 fu ABM, mentre lo sponsor di maglia fu Cassa di Risparmio di Parma e Piacenza.
| Prima divisa | Seconda divisa |

## Organigramma societario[2][3]
Area direttiva
- Presidente: Leonardo Garilli
- Vice presidente: Mario Quartini
- Segretario: Giovanni Rubini

Area tecnica
- Direttore sportivo: Gianpietro Marchetti
- Allenatore: Luigi Cagni
- Allenatore in 2ª: Gian Nicola Pinotti
- Preparatore atletico: Alberto Ambrosio

Area sanitaria
- Medico sociale: Augusto Terzi
- Massaggiatore: Romano Mandrini

## Rosa[3]
| N. |                   | Ruolo | Calciatore                |
| -- | ----------------- | ----- | ------------------------- |
|    | Italia (bandiera) | P     | Daniele Bonifacio         |
|    | Italia (bandiera) | P     | Rino Gandini              |
|    | Italia (bandiera) | P     | Massimo Taibi             |
|    | Italia (bandiera) | D     | Massimo Brioschi          |
|    | Italia (bandiera) | D     | Antonio Carannante        |
|    | Italia (bandiera) | D     | Roberto Chiti             |
|    | Italia (bandiera) | D     | Andrea Di Cintio          |
|    | Italia (bandiera) | D     | Settimio Lucci (capitano) |
|    | Italia (bandiera) | D     | Stefano Maccoppi          |
|    | Italia (bandiera) | D     | Cleto Polonia             |

| N. |                   | Ruolo | Calciatore             |
| -- | ----------------- | ----- | ---------------------- |
|    | Italia (bandiera) | C     | Luigi Erbaggio         |
|    | Italia (bandiera) | C     | Giuseppe Ferazzoli (I) |
|    | Italia (bandiera) | C     | Agostino Iacobelli     |
|    | Italia (bandiera) | C     | Daniele Moretti        |
|    | Italia (bandiera) | C     | Giorgio Papais         |
|    | Italia (bandiera) | C     | Pasquale Suppa         |
|    | Italia (bandiera) | C     | Francesco Turrini      |
|    | Italia (bandiera) | A     | Antonio De Vitis       |
|    | Italia (bandiera) | A     | Marco Ferrante         |
|    | Italia (bandiera) | A     | Gianpietro Piovani     |

## Calciomercato[3]

### Sessione estiva
| Acquisti | Acquisti          | Acquisti   | Acquisti      |
| R.       | Nome              | da         | Modalità      |
| -------- | ----------------- | ---------- | ------------- |
| P        | Daniele Bonifacio | Fidenza    | fine prestito |
| P        | Massimo Taibi     | Milan      | comproprietà  |
| D        | Damiano Cesari    | Pro Vasto  | fine prestito |
| D        | Fabio Manganiello | Pro Vasto  | fine prestito |
| D        | Cleto Polonia     | Verona     |               |
| A        | Marco Ferrante    | Parma      | comproprietà  |
| A        | Manolo Gennari    | Vis Pesaro | fine prestito |
| A        | Filippo Inzaghi   | Leffe      | fine prestito |

| Cessioni | Cessioni          | Cessioni | Cessioni   |
| R.       | Nome              | a        | Modalità   |
| -------- | ----------------- | -------- | ---------- |
| D        | Damiano Cesari    | Carpi    | prestito   |
| D        | Fabio Manganiello | Legnano  | prestito   |
| C        | Fabrizio Fioretti | Verona   |            |
| A        | Manolo Gennari    | Giarre   |            |
| A        | Filippo Inzaghi   | Verona   | prestito   |
| A        | Fulvio Simonini   |          | svincolato |

## Risultati

### Serie A

#### Girone d'andata
| Arbitro: | Cardona (Milano) |

|  |           |                                         |
|  | Marcatori | 25’ B. Carbone 64’ Silenzi 87’ P. Poggi |

| Arbitro: | Bettin (Padova) |

|                                   |           |                      |
| Jugović 35’ R. Mancini 45’ (rig.) | Marcatori | 43’ (aut.) Bucchioni |

| Piacenza 8 settembre 1993 3ª giornata | Piacenza                    | 0 – 0 | Milan | Stadio Galleana\| Arbitro: \| Cinciripini (Ascoli Piceno) \| |
| Arbitro:                              | Cinciripini (Ascoli Piceno) |       |       |                                                              |

| Arbitro: | Boggi (Salerno) |

|                |           |                |
| D. Morello 46’ | Marcatori | 27’ Carannante |

| Arbitro: | Fucci (Salerno) |

|                                   |           |              |
| Ceramicola 58’ (aut.) Turrini 88’ | Marcatori | 45’ Baldieri |

| Arbitro: | Arena (Ercolano) |

|                              |           |  |
| Bergkamp 16’ (rig.) Sosa 83’ | Marcatori |  |

| Arbitro: | Rosica (Roma) |

|             |           |              |
| Piovani 58’ | Marcatori | 74’ Oliveira |

| Arbitro: | Racalbuto (Gallarate) |

|                    |           |  |
| Signori 90’ (rig.) | Marcatori |  |

| Arbitro: | Brignoccoli (Ancona) |

|  |           |             |
|  | Marcatori | 60’ Turrini |

| Arbitro: | Cesari (Genova) |

|            |           |         |
| Papais 28’ | Marcatori | 18’ Bia |

| Bergamo 7 novembre 1993 11ª giornata | Atalanta            | 0 – 0 | Piacenza | Stadio Comunale\| Arbitro: \| Borriello (Mantova) \| |
| Arbitro:                             | Borriello (Mantova) |       |          |                                                      |

| Piacenza 21 novembre 1993 12ª giornata | Piacenza                               | 0 – 0 | Udinese | Stadio Galleana\| Arbitro: \| Pellegrino (Barcellona Pozzo di Gotto) \| |
| Arbitro:                               | Pellegrino (Barcellona Pozzo di Gotto) |       |         |                                                                         |

| Arbitro: | Rodomonti (Teramo) |

|                                                           |           |                                                |
| Piovani 1’ Ferrante 18’ G. Ferazzoli 32’ Turrini 71’, 84’ | Marcatori | 15’, 68’ Roy 43’ (rig.) Stroppa 72’ Cappellini |

| Arbitro: | Cardona (Milano) |

|                                                        |           |  |
| A. Tentoni 18’, 54’ Dezotti 44’ (rig.) Florijančič 81’ | Marcatori |  |

| Arbitro: | Nicchi (Arezzo) |

|             |           |  |
| Piovani 59’ | Marcatori |  |

| Arbitro: | Quartuccio (Torre Annunziata) |

|                            |           |  |
| A. Conte 61’ Ravanelli 87’ | Marcatori |  |

| Arbitro: | Boggi (Salerno) |

|              |           |             |
| Ferrante 21’ | Marcatori | 39’ Balleri |

#### Girone di ritorno
| Arbitro: | Braschi (Prato) |

|                  |           |  |
| Chiti 49’ (aut.) | Marcatori |  |

| Arbitro: | Bettin (Padova) |

|                          |           |                     |
| Piovani 31’ Ferrante 67’ | Marcatori | 84’ (rig.) Lombardo |

| Arbitro: | Rodomonti (Teramo) |

|                       |           |  |
| Massaro 72’ Papin 76’ | Marcatori |  |

| Arbitro: | Pairetto (Nichelino) |

|                                                     |           |                                 |
| Iacobelli 47’ L. De Agostini 62’ (aut.) Moretti 90’ | Marcatori | 8’ (aut.) Papais 73’ D. Morello |

| Arbitro: | Cinciripini (Ascoli Piceno) |

|              |           |                 |
| O. Russo 51’ | Marcatori | 79’ M. Brioschi |

| Arbitro: | Ceccarini (Livorno) |

|                                    |           |                |
| An. Orlando 13’ (aut.) Turrini 52’ | Marcatori | 47’ Battistini |

| Arbitro: | Bolognino (Milano) |

|                            |           |  |
| Oliveira 60’ N. Napoli 74’ | Marcatori |  |

| Arbitro: | Arena (Ercolano) |

|             |           |                         |
| Piovani 59’ | Marcatori | 60’ Negro 72’ Di Matteo |

| Arbitro: | Baldas (Trieste) |

|                   |           |             |
| Papais 31’ (rig.) | Marcatori | 8’ Skuhravý |

| Napoli 13 marzo 1994 27ª giornata | Napoli                      | 0 – 0 | Piacenza | Stadio San Paolo\| Arbitro: \| Cinciripini (Ascoli Piceno) \| |
| Arbitro:                          | Cinciripini (Ascoli Piceno) |       |          |                                                               |

| Arbitro: | Bolognino (Milano) |

|                                                         |           |  |
| Moretti 41’ Papais 44’ (rig.) Piovani 47’ Iacobelli 83’ | Marcatori |  |

| Arbitro: | Ceccarini (Livorno) |

|                      |           |                                |
| Helveg 4’ Calori 81’ | Marcatori | 42’ (rig.) Papais 54’ Ferrante |

| Arbitro: | Collina (Viareggio) |

|             |           |  |
| Stroppa 18’ | Marcatori |  |

| Arbitro: | Trentalange (Torino) |

|              |           |            |
| De Vitis 40’ | Marcatori | 70’ Gualco |

| Arbitro: | Pairetto (Nichelino) |

|                                                     |           |               |
| Rizzitelli 22’ Carannante 26’ (aut.) A. Carboni 39’ | Marcatori | 45’ Iacobelli |

| Piacenza 24 aprile 1994 33ª giornata | Piacenza           | 0 – 0 | Juventus | Stadio Galleana\| Arbitro: \| Stafoggia (Pesaro) \| |
| Arbitro:                             | Stafoggia (Pesaro) |       |          |                                                     |

| Parma 29 aprile 1994 34ª giornata | Parma            | 0 – 0 | Piacenza | Stadio Ennio Tardini\| Arbitro: \| Baldas (Trieste) \| |
| Arbitro:                          | Baldas (Trieste) |       |          |                                                        |

### Coppa Italia
| Arbitro: | Franceschini (Bari) |

|                                             |           |                 |
| Ferrante 20’ Piovani 34’ Dondoni 46’ (aut.) | Marcatori | 25’ Cornacchini |

| Arbitro: | Fucci (Salerno) |

|                 |           |  |
| Cornacchini 60’ | Marcatori |  |

| Arbitro: | Bettin (Padova) |

|                 |           |              |
| Al. Orlando 25’ | Marcatori | 84’ Maccoppi |

| Arbitro: | Collina (Viareggio) |

|             |           |  |
| Piovani 91’ | Marcatori |  |

### Fase finale
| Arbitro: | Brignoccoli (Ancona) |

|                              |           |                         |
| G. Ferazzoli 53’ Piovani 58’ | Marcatori | 22’ Annoni 45’ Venturin |

| Arbitro: | Quartuccio (Torre Annunziata) |

|                             |           |             |
| Sinigaglia 17’ Venturin 89’ | Marcatori | 45’ Piovani |

## Statistiche

### Statistiche di squadra
| Competizione | Punti | In casa | In casa | In casa | In casa | In casa | In casa | In trasferta | In trasferta | In trasferta | In trasferta | In trasferta | In trasferta | Totale | Totale | Totale | Totale | Totale | Totale | DR  |
| Competizione | Punti | G       | V       | N       | P       | Gf      | Gs      | G            | V            | N            | P            | Gf           | Gs           | G      | V      | N      | P      | Gf     | Gs     | DR  |
| ------------ | ----- | ------- | ------- | ------- | ------- | ------- | ------- | ------------ | ------------ | ------------ | ------------ | ------------ | ------------ | ------ | ------ | ------ | ------ | ------ | ------ | --- |
| Serie A      | 30    | 17      | 7       | 8       | 2       | 25      | 19      | 17           | 1            | 6            | 10           | 7            | 24           | 34     | 8      | 14     | 12     | 32     | 43     | -11 |
| Coppa Italia |       | 3       | 2       | 1       | 0       | 6       | 3       | 3            | 0            | 1            | 2            | 2            | 4            | 6      | 2      | 2      | 2      | 8      | 7      | +1  |
| Totale       | -     | 20      | 7       | 10      | 3       | 31      | 22      | 20           | 1            | 7            | 12           | 9            | 28           | 40     | 10     | 16     | 14     | 40     | 50     | -10 |

### Statistiche dei giocatori[3][7]
| Giocatore        | Serie A  | Serie A | Serie A     | Serie A    | Coppa Italia | Coppa Italia | Coppa Italia | Coppa Italia | Totale   | Totale | Totale      | Totale     |
| Giocatore        | Presenze | Reti    | Ammonizioni | Espulsioni | Presenze     | Reti         | Ammonizioni  | Espulsioni   | Presenze | Reti   | Ammonizioni | Espulsioni |
| ---------------- | -------- | ------- | ----------- | ---------- | ------------ | ------------ | ------------ | ------------ | -------- | ------ | ----------- | ---------- |
| M. Brioschi      | 23       | 1       | ?           | ?          | 5            | 0            | ?            | ?            | 28       | 1      | ?           | ?          |
| A. Carannante    | 23       | 1       | ?           | ?          | 3            | 0            | ?            | ?            | 26       | 1      | ?           | ?          |
| R. Chiti         | 22       | 0       | ?           | ?          | 4            | 0            | ?            | ?            | 26       | 0      | ?           | ?          |
| A. De Vitis      | 16       | 1       | ?           | ?          | 1            | 0            | ?            | ?            | 17       | 1      | ?           | ?          |
| A. Di Cintio     | 6        | 0       | ?           | ?          | 6            | 0            | ?            | ?            | 12       | 0      | ?           | ?          |
| G. Ferazzoli (I) | 19       | 1       | ?           | ?          | 5            | 1            | ?            | ?            | 24       | 2      | ?           | ?          |
| M. Ferrante      | 27       | 4       | ?           | ?          | 4            | 1            | ?            | ?            | 31       | 5      | ?           | ?          |
| R. Gandini       | -        | -       | -           | -          | 5            | -7           | ?            | ?            | 5        | -7     | 0+          | 0+         |
| A. Iacobelli     | 24       | 3       | ?           | ?          | 5            | 0            | ?            | ?            | 29       | 3      | ?           | ?          |
| S. Lucci         | 30       | 0       | ?           | ?          | 4            | 0            | ?            | ?            | 34       | 0      | ?           | ?          |
| S. Maccoppi      | 31       | 0       | ?           | ?          | 5            | 1            | ?            | ?            | 36       | 1      | ?           | ?          |
| D. Moretti       | 29       | 2       | ?           | ?          | 4            | 0            | ?            | ?            | 33       | 2      | ?           | ?          |
| G. Papais        | 29       | 4       | ?           | ?          | 3            | 0            | ?            | ?            | 32       | 4      | ?           | ?          |
| G. Piovani       | 33       | 6       | ?           | ?          | 6            | 4            | ?            | ?            | 39       | 10     | ?           | ?          |
| C. Polonia       | 31       | 0       | ?           | ?          | 6            | 0            | ?            | ?            | 37       | 0      | ?           | ?          |
| P. Suppa         | 30       | 0       | ?           | ?          | 6            | 0            | ?            | ?            | 36       | 0      | ?           | ?          |
| M. Taibi         | 34       | -43     | ?           | ?          | 1            | 0            | ?            | ?            | 35       | -43    | ?           | ?          |
| F. Turrini       | 32       | 5       | ?           | ?          | 5            | 0            | ?            | ?            | 37       | 5      | ?           | ?          |